# Marcel Omloop
Marcel Omloop (né le 24 novembre 1949 à Tongerlo) est un coureur cycliste belge, professionnel de 1971 à 1975. Devenu directeur sportif, il dirige l'équipe Cibel-Cebon.
Il est le père de Geert Omloop, cycliste professionnel durant les années 1990 et 2000 et champion de Belgique en 2003. Son frère aîné Henri a également été coureur professionnel durant les années 1960.

## Palmarès

### Palmarès amateur
- 1969
  - Zuidkempense Pijl
  - 5e étape du Tour de la province de Namur
  - 2e de la Coupe Marcel Indekeu
- 1970
  - 3e de la Coupe Egide Schoeters
- 1971
  - 3e étape de la Course de la Paix

### Palmarès professionnel
- 1971
  - Silverstone Trophy :
    - Classement général
    - 1rea et 2ea étapes
- 1972
  - 3e du Circuit du Brabant occidental
- 1973
  - Circuit des régions fruitières
- 1974
  - 3e du Grand Prix du 1er mai - Prix d'honneur Vic De Bruyne
  - 3e du Circuit des Trois Provinces (Avelgem)

### Résultats sur les grands tours

#### Tour d'Espagne
1 participation
- 1972 : non-partant (10e étape)